# Abgrallaspis fraxini
Abgrallaspis fraxini är en insektsart som först beskrevs av Mckenzie 1944.  Abgrallaspis fraxini ingår i släktet Abgrallaspis och familjen pansarsköldlöss. Inga underarter finns listade i Catalogue of Life.